# Meienried
Meienried é uma comuna da Suíça, situada no distrito administrativo de Seeland, no cantão de Berna. Tem 0,7 km² de área e sua população em 2018 foi estimada em 59 habitantes.